# Steven Caple Jr.
Steven Caple Jr. (* 16. Februar 1988 in Cleveland, Ohio) ist ein US-amerikanischer Regisseur, Filmproduzent und Drehbuchautor.

## Leben
Steven Caple Jr. wurde am 16. Februar 1988 in Cleveland, Ohio geboren, wuchs im Stadtviertel Ohio City auf und besuchte die John Marshall High School. Caple selbst sagt von sich, er sei als Kind ein Einzelgänger gewesen und wollte Polizist oder FBI-Agent werden, später dann Computerprogrammierer.
Auf der Baldwin Wallace University machte Caple seinen Bachelor of Arts und zog, nachdem er bei der New York University abgelehnt wurde, nach Los Angeles, wo er im Jahr 2013 bei der USC School of Cinematic Arts seinen Master of Fine Arts erhielt. Seinen ersten Durchbruch erzielte Caple, als sein Kurzfilm A Different Tree im Juni des gleichen Jahres die HBO-Short Film Competition gewann.
Im Jahr 2016 heiratete er seine Highschool-Freundin Ciara Whaley.
Sein Spielfilm-Debüt hatte Caple mit seinem Film The Land, welcher im Jahr 2016 auf dem Sundance Film Festival uraufgeführt und von IFC Films auf die große Leinwand gebracht wurde. Seinen bis dahin größten Erfolg erzielte er mit seiner Arbeit bei dem Film Creed II – Rocky’s Legacy, der im November des Jahres 2018 veröffentlicht wurde.

## Filmografie (Auswahl)

### Regisseur
- 2011: Process of Elimination (Kurzfilm)
- 2012: Prentice-N-Fury’s Ice Cream Adventure (Kurzfilm)
- 2013: Directing Sample (Kurzfilm)
- 2013: A Different Tree (Kurzfilm)
- 2014: The Land of Misfits (Kurzfilm)
- 2014: Engage the Vision (Kurzfilm)
- 2014: First (Fernsehserie, 1 Episode)
- 2015: Class (Fernsehserie, 8 Episoden)
- 2015: Class
- 2016: The Land
- 2017: Dopeman, Machine Gun Kelly (Musikvideo)
- 2018: Grown-ish (Fernsehserie, 2 Episoden)
- 2018: Rapture (Dokumentarserie, 1 Episode)
- 2018: Creed II – Rocky’s Legacy (Creed II)
- 2023: Transformers: Aufstieg der Bestien (Transformers: Rise of the Beasts)

### Filmproduzent
- 2011: Seraphine (Kurzfilm)
- 2013: Drunk and Hot Girls (Kurzfilm)
- 2013: Bruise (Kurzfilm)
- 2015: Class (Fernsehserie, 8 Episoden)

### Drehbuchautor
- 2016: The Land
- 2018: Creed II – Rocky’s Legacy (Creed II)